# Vytiskorsorden

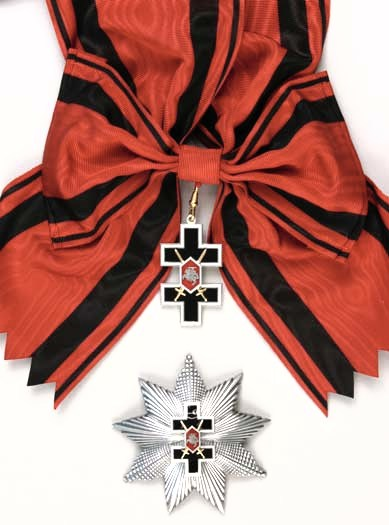
1:a klass av Vytiskorsorden.

Vytiskorsorden (litauiska: Vyčio Kryžiaus ordinas), är en orden instiftad 1918 som ett särskilt utmärkelsetecken i samband med att Litauens armé grundades. Orden tilldelas personer som hjältemodigt försvarade Litauens frihet och självständighet. Vytiskorsorden var den första statsorden från före kriget som återinstiftades den 15 januari 1991.
Orden kan tilldelas militärer av de väpnade styrkorna, frivilliga soldater och andra medborgare i Republiken Litauen. Undantagsvis kan utländska medborgare också tilldelas denna orden. Denna distinktion kan också tilldelas postumt till dem som utfört heroiska handlingar. Från 1991 till 2000 tilldelades 396 personer orden, varav 56 personer fick 1:a klass, cirka 30 personer - 2:a klass, 76 personer - 3:e klass, 144 personer - 4:e klass och 91 personer - 5:e klass.